# Берггайм (Баварія)
Берггайм (нім. Bergheim) — громада в Німеччині, розташована в землі Баварія. Підпорядковується адміністративному округу Верхня Баварія. Входить до складу району Нойбург-Шробенгаузен. Складова частина об'єднання громад Нойбург-ан-дер-Донау.
Площа — 28,95 км2. Населення становить 1933 ос. (станом на 31 грудня 2020).

## Галерея

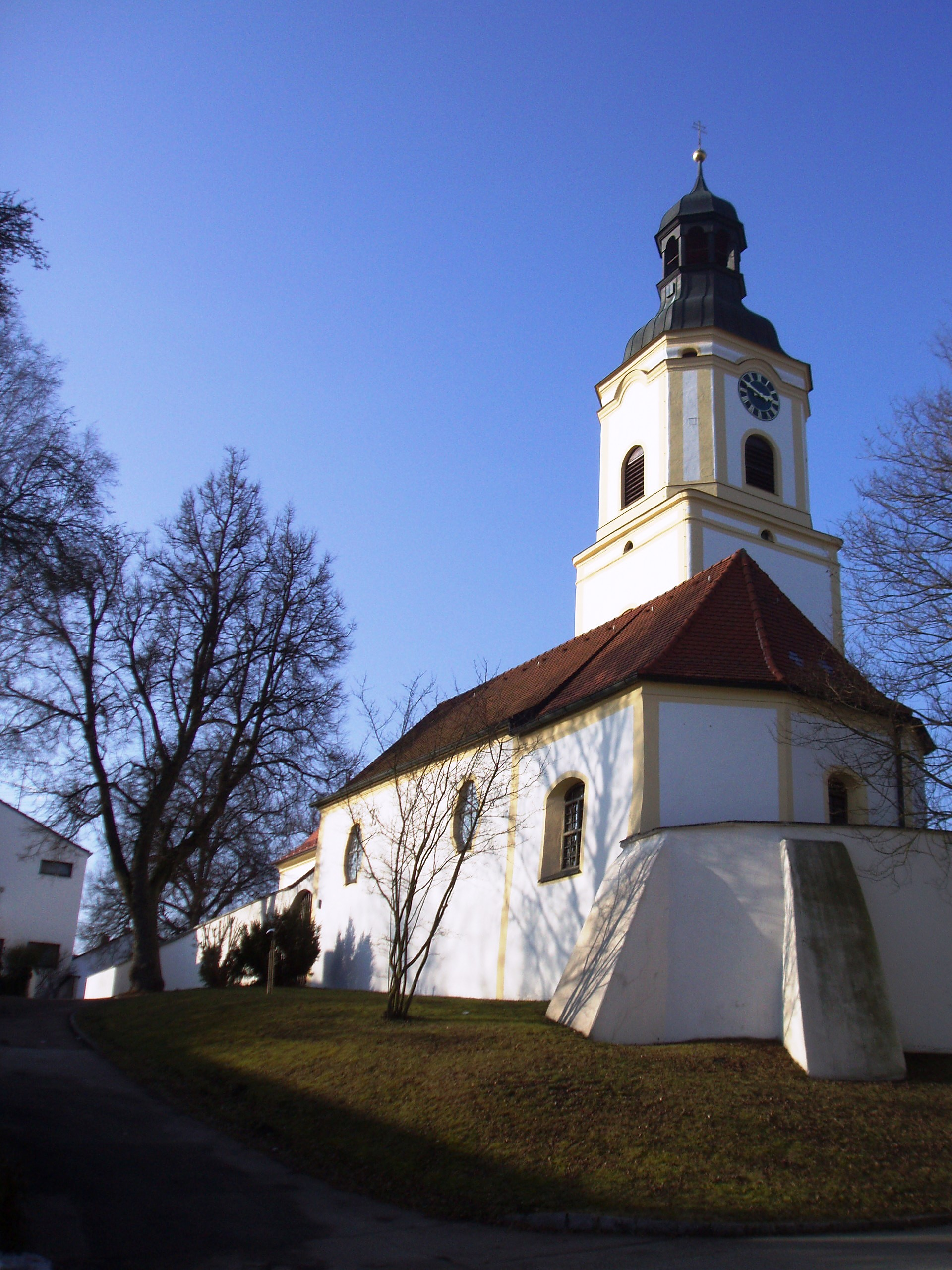
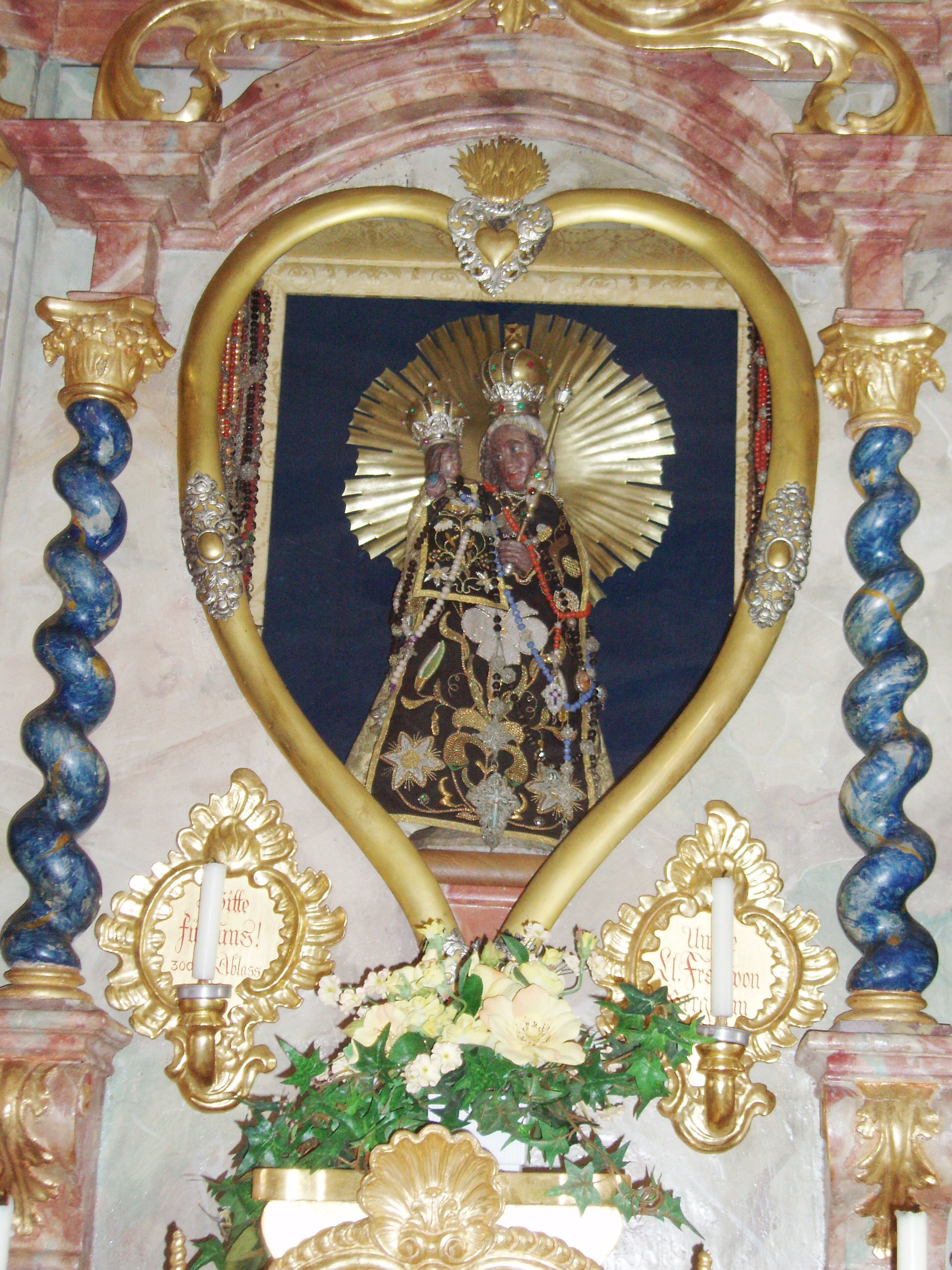